# Mūrī
Mūrī (persiska: Kalāteh-ye Mūrī, کلاته موری, موری, کلاته هوری) är en ort i Iran.   Den ligger i provinsen Nordkhorasan, i den nordöstra delen av landet, 500 km öster om huvudstaden Teheran. Mūrī ligger 1 314 meter över havet och antalet invånare är 188.
Terrängen runt Mūrī är varierad. Runt Mūrī är det ganska glesbefolkat, med 27 invånare per kvadratkilometer. Närmaste större samhälle är Showqān, 13,3 km norr om Mūrī. Omgivningarna runt Mūrī är i huvudsak ett öppet busklandskap.